# Draconarius rotundus
Draconarius rotundus là một loài nhện trong họ Amaurobiidae.
Loài này thuộc chi Draconarius. Draconarius rotundus được Jia-Fu Wang miêu tả năm 2003.